# Gordon Ross
Gordon Ross (Edimburgo, 8 marzo 1978) è un rugbista a 15 scozzese.
Ha indossato la maglia della Nazionale scozzese per la prima volta il 10 novembre 2001 contro Tonga (43-20 per gli scozzesi).
Attualmente gioca con la squadra inglese dei London Welsh.

## Dati fisici
- altezza m 1,73.
- peso forma kg 84.

## Statistiche
(Aggiornate al 10.07.06)
- Presenze in nazionale scozzese (CAP): 24.
- Sei Nazioni disputati: 2003, 2005 e 2006.
- Mondiali disputati: 2003.

## Presenze Heineken Cup
| Stagione       | Squadra           | Giocate | Mete | Trasformazioni | Drop | Calci Punizione | C. Giallo | C. Rosso | Punti |
| -------------- | ----------------- | ------- | ---- | -------------- | ---- | --------------- | --------- | -------- | ----- |
| 1997-98        | Edinburgh Rugby   | 3       | 0    | 0              | 1    | 0               | 0         | 0        | 3     |
| 2000-01        | Edinburgh Rugby   | 1       | 0    | 1              | 1    | 2               | 0         | 0        | 11    |
| 2001-02        | Edinburgh Rugby   | 3(1)    | 0    | 1              | 1    | 10              | 0         | 0        | 35    |
| 2002-03        | Leeds Tykes       | 4       | 0    | 11             | 0    | 3               | 0         | 0        | 31    |
| 2003-04        | Leeds Tykes       | 4(2)    | 0    | 4              | 0    | 7               | 0         | 0        | 29    |
| Shield 2004-05 | Leeds Tykes       | 3       | 0    | 21             | 0    | 0               | 0         | 0        | 42    |
| 2004-05        | Leeds Tykes       | 2       | 0    | 0              | 6    | 0               | 0         | 0        | 18    |
| 2005-06        | Leeds Tykes       | 6       | 0    | 9              | 1    | 7               | 0         | 0        | 42    |
| 2006-07        | Castres Olympique | 2       | 0    | 5              | 0    | 3               | 0         | 0        | 19    |
| Totale         |                   | 28(3)   | 0    | 52             | 4    | 38              | 0         | 0        | 230   |